# Carl Ehnemark
För andra betydelser, se Ehnemark.
Carl Magnus Ehnemark, född 4 mars 1803 i Karlshamn, död 18 januari 1874 i Nättraby, var en svensk sjöofficer och sjöförsvarsminister.

## Biografi
Ehnemark utnämndes 1821 till underlöjtnant, 1824 till sekundlöjtnant, 1830 till premiärlöjtnant, 1841 till kaptenlöjtnant, 1846 till kapten, 1853 till kommendörkapten och 1857 till konteramiral. Han tjänstgjorde 1828–32 i franska marinen och deltog därunder i expeditionen till Algeriet 1830 och blockaden av Lissabon 1831. 1851–57 var han chef för Sjöförsvarets kommandoexpedition och 1857–62 minister och chef för Sjöförsvarsdepartementet 1857–1862. Han tjänstgjorde därefter som befälhavande amiral och kommendant i Karlskrona 1862–1868. 1866 utnämndes Ehnemark till chef för flottan.

## Familj
Carl Ehnemark var son till grosshandlaren Adam Ehnemark och hans hustru Petronella Elisabeth Lorich. Gifte sig med Hedvig af Klint, dotter till konteramiral Carl af Klint.

## Akademiledamotskap
- Ledamot 1:a klass av Kungliga Krigsvetenskapsakademien (1855)
- Hedersledamot av Kungliga Örlogsmannasällskapet (invald 1835, bibliotekarie 1844–1846, hedersledamot 1858)

## Utmärkelser
- Kommendör med stora korset av Svärdsorden 1861
- Kommendör av första klassen av Sankt Olavs orden 1858
- Riddare av Sankt Annas ordens första klass
- Riddare av Dannebrogorden
- Riddare av Hederslegionen